# Jimmy Panetta
James Varni Panetta, dit Jimmy Panetta, né le 1er octobre 1969 à Washington, D.C., est un homme politique américain.
Membre du Parti démocrate, il est élu à la Chambre des représentants des États-Unis pour le 20e district de Californie en 2016, puis pour le 19e district de Californie en 2022.

## Biographie

### Jeunesse et carrière professionnelle
Jimmy Panetta est le plus jeune des trois fils de l'homme politique Leon Panetta. Il est diplômé d'un associate degree du Monterey Peninsula College (en) en 1989 puis d'un bachelor en relations internationales de l'université de Californie à Davis en 1991. En 1992, il travaille au département d'État des États-Unis puis reprend ses études et obtient un doctorat en droit de l'université de Santa Clara en 1996.
Il est l'adjoint du procureur du district du comté d'Alameda de 1996 à 2010, puis du comté de Monterey de 2010 à 2016. Après les attentats du 11 septembre 2001, Panetta rejoint la réserve de la Navy et sert six mois en Afghanistan, en 2007, comme agent du renseignement.

### Carrière politique
En 2012, il devient vice-président du comité central du Parti démocrate du  comté de Monterey.
Lors des élections de 2016, il se présente à la Chambre des représentants des États-Unis dans le 20e district de Californie. Le district, qui s’étend (en totalité ou en partie) sur les comtés de Monterey, San Benito, Santa Clara et Santa Cruz, est favorable aux démocrates. Panetta entend ainsi succéder à Sam Farr, qui a lui-même succédé à son père (Leon Panetta) en 1993. Il arrive largement en tête de la primaire du 7 juin avec 70,5 % des suffrages ; derrière lui, la républicaine Casey Lucius se qualifie pour l'élection générale avec 19,8 %. Le 8 novembre, il est élu représentant avec 70,8 % des voix.